# Baur
La Baur Karosserie- und Fahrzeugbau GmbH era una carrozzeria di Stoccarda specializzata nella trasformazione in cabriolet di autovetture (nella maggior parte dei casi berline) già completate e assemblate. 

## Contesto e storia

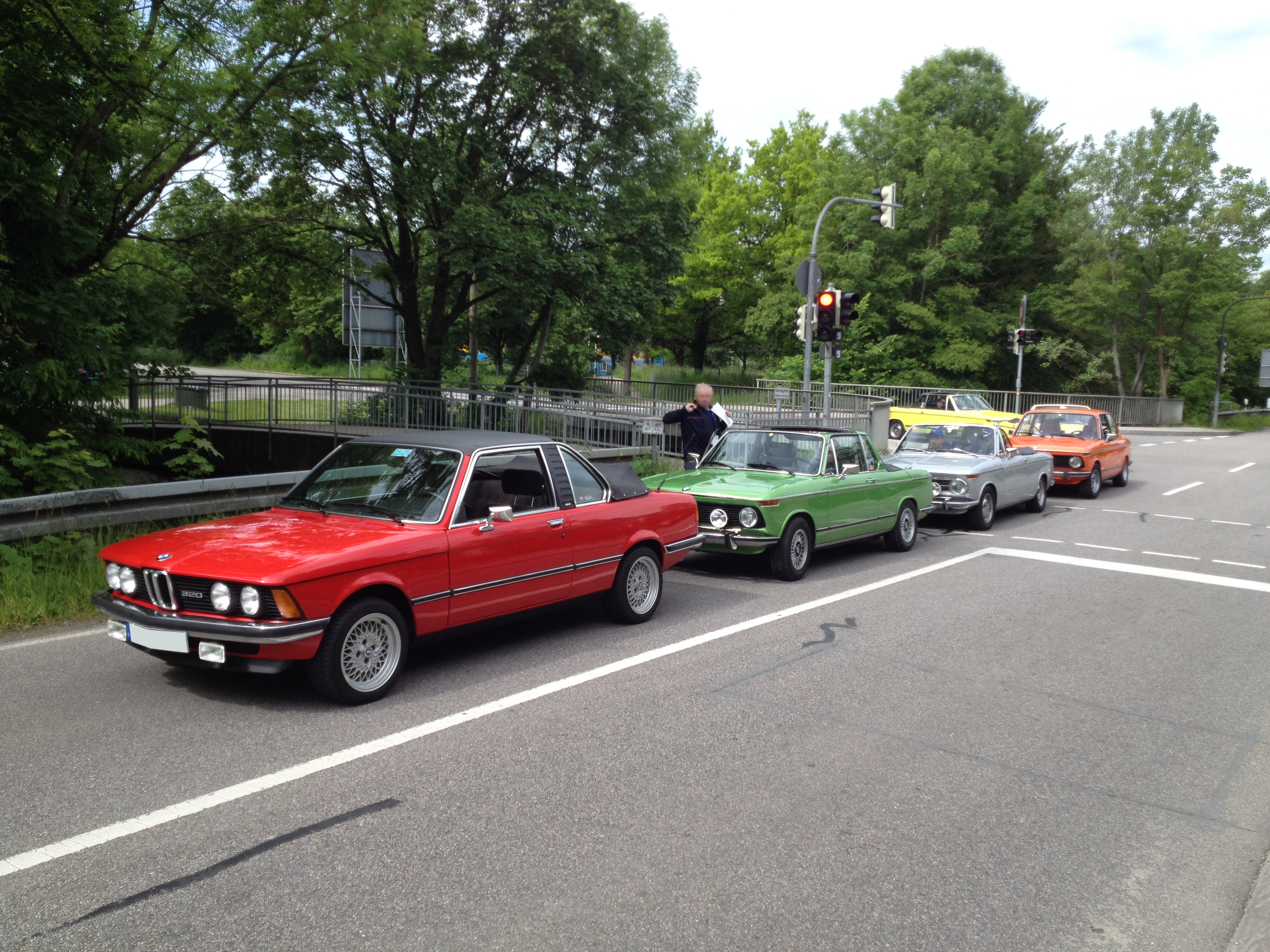
Vista di varie vetture realizzate dalla Baur su base BMW

Le case automobilistiche tedesche vedevano di buon occhio l'operato di questa piccola carrozzeria, perché consentiva loro di proporre in gamma varianti cabriolet o targa senza doversi dotare di particolari attrezzature. Semplicemente venivano spedite le vetture complete e la Baur provvedeva a tagliarne il tetto e rinforzarne la scocca. Non rimaneva che distribuire il modello modificato attraverso la rete ufficiale.
Questo modo di operare fu particolarmente gradito da BMW, per cui la Baur realizzò, tra il 1967 ed il 1985 le 1602 Cabriolet e 2002 Topcabriolet su base BMW Serie 02 e le 320 Topcabriolet e 323i Topcabriolet su base BMW Serie 3 E21. 
Partecipò anche alla definizione della roadster BMW 507.
Dopo aver collaborato anche con la Bitter nella realizzazione di una coupé su meccanica Opel, la Baur realizzò tra il 1976 ed il 1979 anche una versione targa della Opel Kadett.

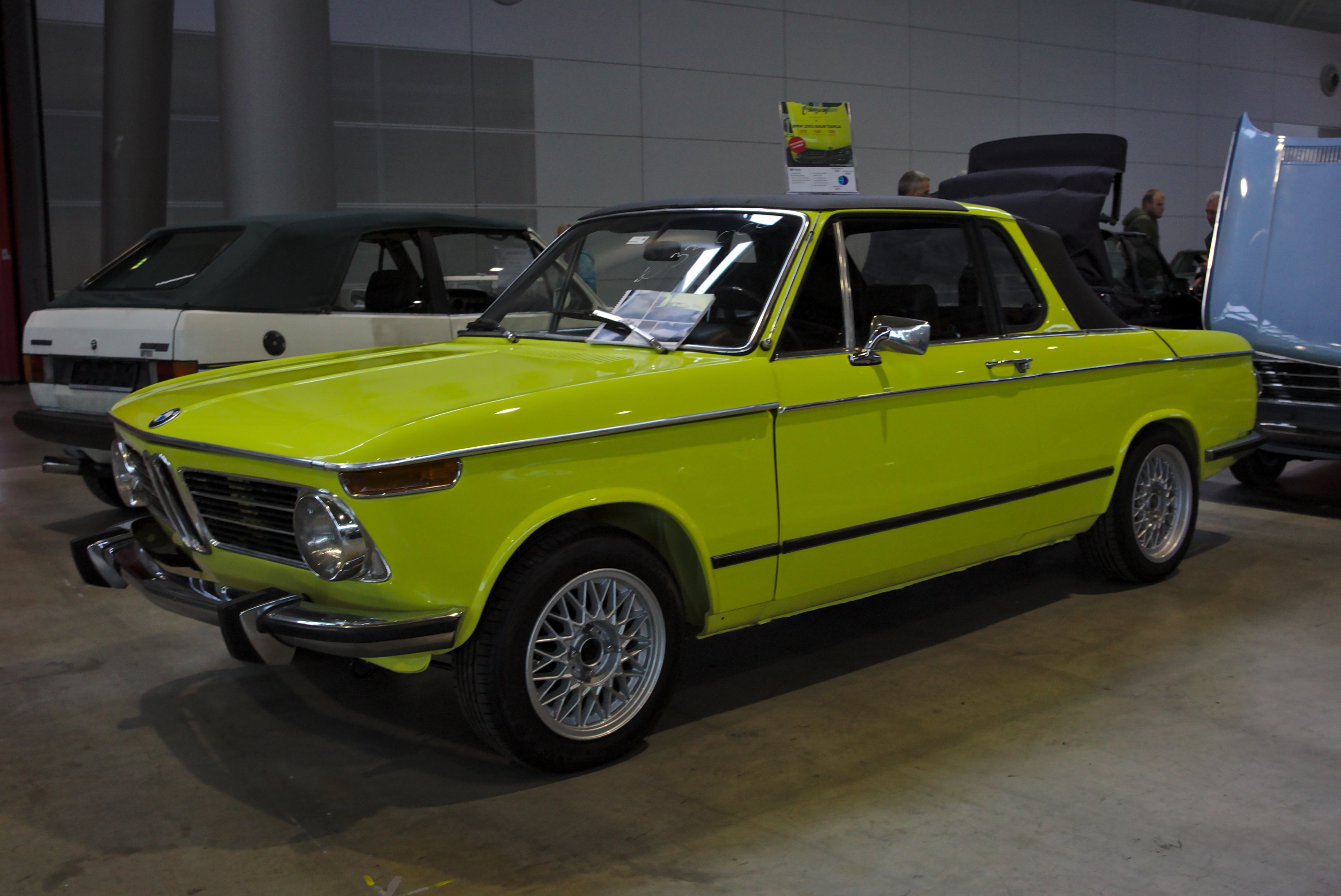
BMW 02 Baur-Cabrio

In realtà solo la BMW 507 e la 1602 Cabriolet erano delle e vere proprie vetture scoperte, mentre le BMW Topcabriolet erano delle semiscoperte, con  un robusto roll bar, parte posteriore del tetto in tela e parte anteriore asportabile rigida. La Kadett Aero era, invece, una vera e propria targa.

## Auto prodotte
- BMW 502 Baur Cabrio (1955)

- Auto Union 1000 Sp
- BMW Serie 02 Baur-Cabrio
- BMW Serie 3 E21 Baur-Cabrio TC1
- Opel Kadett 1.2 Aero (1976)
- BMW Serie 3 E30 Baur-Cabrio TC2
- BMW Z1
- BMW Serie 3 E36 BMW Baur TC4